# Фонематичний слух
Фонематичний слух (від грець. phonema - слово, звук, голос) — вид слуху, який забезпечує розрізнення звуків мовлення як фонем і правильну вимову, а також сприйняття та розуміння змісту слів. Фонематичний слух є тонким систематизованим слухом, що має здатність здійснювати операції розрізнення і вирізнення (розпізнавання) фонем, які складають звукову оболонку слова. Фонематичний слух виявляється в здатності розпізнавання на слух мінімальних розпізнавальних елементів мови. Цей вид слуху є основою для розуміння змісту сказаного. Особливо важливим фонематичний слух є для розрізнення фонетично дуже схожих слів наприклад: «коса – коза», «мишка — миска», «каска – казка – кашка». Розвиток фонетичного слуху під час співу пов`язаний з якістю середньої співацької форманти (ССФ), яка забезпечує артикуляцію та дикцію у співі.